# Univers Zéro
Univers Zéro, ou Univers-Zero, est un groupe belge de rock progressif, fondé en 1974 par Daniel Denis et Claude Deron. Créé comme un groupe de jazz-rock, Univers Zéro évolue bientôt, avec l'introduction d'instruments comme le clavecin ou le basson, vers un son original, beaucoup plus sombre, proche de celui de groupes comme Art Zoyd. 
Parfois considéré comme le fondateur du rock de chambre, Univers Zéro est également rattaché au courant zeuhl dominé par Magma. Le groupe est aussi très souvent rattaché au mouvement Rock in Opposition. D'ailleurs, le groupe a participé à un grand nombre d'éditions du festival Rock in Opposition qui se tient à Carmaux, dans le Tarn.

## Historique
En 1973, Claude Deron et Daniel Denis, anciens membres du groupe de zeuhl Arkham (qui s'est séparé l'année précédente), forment un nouveau groupe, Necronomicon. À cette période, à part Deron (trompette) et Denis (batterie), le groupe comprend Roger Trigaux (guitare), Guy Segers (basse), Patrick Hanappier (violon) et John Van Rymenant (saxophone), et, plus tard encore, Vincent Motoulle (claviers). À ce moment, Guy Denis (percussions) prend part à quelques concerts répétitions, et Jean-Luc Manderlier (claviers) participe aux répétitions. Necronomicon est rebaptisé Univers Zéro en 1974,.
Pendant un temps, Univers Zero prend part au festival Rock in Opposition, consacré à la création musicale, un contraste direct au disco et au punk rock à la fin des années 1970. Ils s'inspirent de Bartók et Stravinsky, et même de compositeurs comme Albert Huybrechts. Alors que leurs premiers albums sont entièrement acoustiques (hautbois, épinette, harmoniums et mellotrons), leurs  albums des années 1980 tendent vers le synthétiseur et la guitare électrique pour donner un son plus électronique.
En 1977, ils publient leur album, Univers Zero, plus tard remixé et publié sous le titre 1313. L'album se consacre au rock and roll malgré le fait que l'instrumentation soit largement acoustique.
Le groupe se sépare en 1987, mais revient en 1999. Par intermittence, le batteur Daniel Denis sort deux albums solo et se joint à Art Zoyd, un groupe similaire originaire de France. Depuis 1999, Univers Zéro compte cinq albums.
En 2011, Univers Zéro se joint aux groupes Present et Aranis pour former un ensemble musical de 17 membres appelé Once Upon a Time in Belgium. Ils participent à la quatrième édition du Rock in Opposition, organisé à Carmaux, en France, en septembre 2011, où ils jouent New York Transformations, composé par Kurt Budé. Once Upon a Time in Belgium et Univers Zéro apparaissent dans le film documentaire Romantic Warriors II: A Progressive Music Saga About Rock in Opposition.

## Discographie
- 1977 : 1313
- 1979 : Hérésie
- 1980 : Ceux du dehors
- 1983 : Crawling Wind
- 1984 : Uzed
- 1986 : Heatwave
- 1999 : The Hard Quest
- 2002 : Rhythmix
- 2004 : Implosion
- 2006 : Live
- 2008 : 1313 Remixé
- 2008 : Relaps Archives 1984-1986
- 2010 : Clivages
- 2014 : Phosphorescent Dreams
- 2023 : Lueur